# Chorebus gozmanyi
Chorebus gozmanyi är en stekelart som beskrevs av Papp 2007. Chorebus gozmanyi ingår i släktet Chorebus och familjen bracksteklar. Inga underarter finns listade i Catalogue of Life.